# Famille royale de Grèce
 (juillet 2024).
La famille royale de Grèce est une branche cadette de la famille royale de Danemark qui a régné sur le royaume hellénique de 1863 à 1924 puis à nouveau de 1935 à 1973.
Membre du rameau des Schleswig-Holstein-Sonderbourg-Glücksbourg, lui-même issu de la maison d'Oldenbourg, la famille royale de Grèce est une dynastie élue qui a donné six souverains à la Grèce ainsi qu’un haut-commissaire à la Crète autonome. Toujours représentée aujourd’hui malgré l’abolition de la monarchie en 1973-1974, la famille a également donné plusieurs reines et princes consorts à l'Europe, parmi lesquels le duc d'Édimbourg (époux de la reine du Royaume-Uni Élisabeth II) et la reine d'Espagne Sophie (épouse du roi Juan Carlos Ier).
Dynastie cosmopolite qui s'est ouverte aux roturiers après la Première Guerre mondiale, la famille royale de Grèce a souvent été critiquée à cause de ses origines étrangères. Décrite par certains historiens comme peu intelligente et terriblement conventionnelle, la dynastie hellénique a pourtant vu plusieurs de ses représentants s'illustrer dans le monde des arts (Michel, Théodora, Marína Karélla, etc.), du sport (Constantin II, Paul) ou des sciences (Marie Bonaparte, Pierre). Son bilan politique a par contre été beaucoup plus mitigé du fait d'un certain mépris du jeu démocratique et nombreux ont été les membres de la famille royale à subir les affres de l'exil et de la privation de nationalité.

## Une famille grecque d'origine germano-danoise

### «De Grèce» ou «de Glücksbourg»?

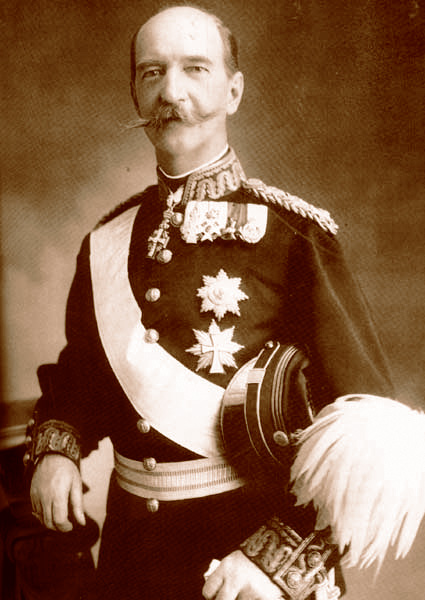
Le roi Georges Ier, fondateur de la dynastie grecque, vers 1910.

Issue du roi élu Georges Ier (1845-1913), deuxième fils de Christian IX de Danemark (1818-1906), la famille royale de Grèce descend, en ligne agnatique, du rameau germano-danois des Schleswig-Holstein-Sonderbourg-Glücksbourg, qui appartient lui-même à la maison d'Oldenbourg. Grâce au traité de Londres de 1863, les princes et les princesses de Grèce sont d'ailleurs automatiquement membres de la famille royale de Danemark et restent dynastes dans le pays de leurs ancêtres jusqu'à la réforme de 1953.
Du fait de leurs origines nordiques et de la rareté de leurs unions avec des personnes de souche grecque, les membres de la famille royale hellénique ont souvent été accusés d'être restés étrangers à leur nation d'adoption. À deux reprises dans l'histoire, ils se sont vu retirer leur nationalité grecque : d'abord sous la Deuxième République hellénique (1924-1935) puis à partir de l'ère Papandréou (1993). En outre, l'ex-roi Constantin II (mort en 2023) et sa parentèle sont fréquemment accusés par les médias grecs, et notamment par la presse de gauche, de ne pas appartenir à la nation hellène et d'usurper le nom « de Grèce ».
En tant que membre de la famille royale de Danemark, la famille royale de Grèce ne possède pas de patronyme propre. Depuis son accession au trône hellénique en 1863, elle use donc du nom « de Grèce » (traduction de « της Ελλάδας » / « tis Elládas »), comme de nombreuses autres dynasties européennes qui ont embrassé le nom de leur pays. Or, après la chute de la monarchie en 1973-1974, une partie de la classe politique et de l'opinion publique grecques refusent à Constantin II et à sa famille le droit de continuer à user de ce nom. Jusqu'à sa mort en 2023, l'ancien souverain est ainsi appelé « Constantin Glücksbourg » (littéralement « Konstantínos Glýxbourg » / « Κωνσταντίνος Γκλύξμπουργκ ») afin de souligner ses origines germaniques, « Constantino de Grecia » (« Κωνσταντίνο ντε Γκρέτσια ») pour rappeler qu'il utilise un passeport danois avec un nom espagnol, voire « l'Ex » (« o Téos » / « ο Τέως »), pour bien montrer qu'il n'est plus rien pour ses anciens sujets.
De la même façon, le prince Michel de Grèce, qui a pourtant toujours conservé la citoyenneté grecque, est connu (et publié) en Grèce sous son nom français (et on l'appelle « Michael of Greece » dans les pays anglophones par ailleurs).
Sur cette base, un compromis avec les autorités est finalement trouvé en décembre 2024 : les membres de l'ancienne famille royale adoptent comme nom de famille le patronyme pour lequel avait opté le prince Michel (« de Grèce » en français, phonétisé « Ντε Γκρες » / « De Grès » en grec moderne), ce qui leur permet de retrouver la nationalité hellénique dont ils étaient privés depuis 1994 tout en conservant le nom de leur pays, sans que leur patronyme signifie pour autant « de Grèce » en grec.

### Des princes patriotes

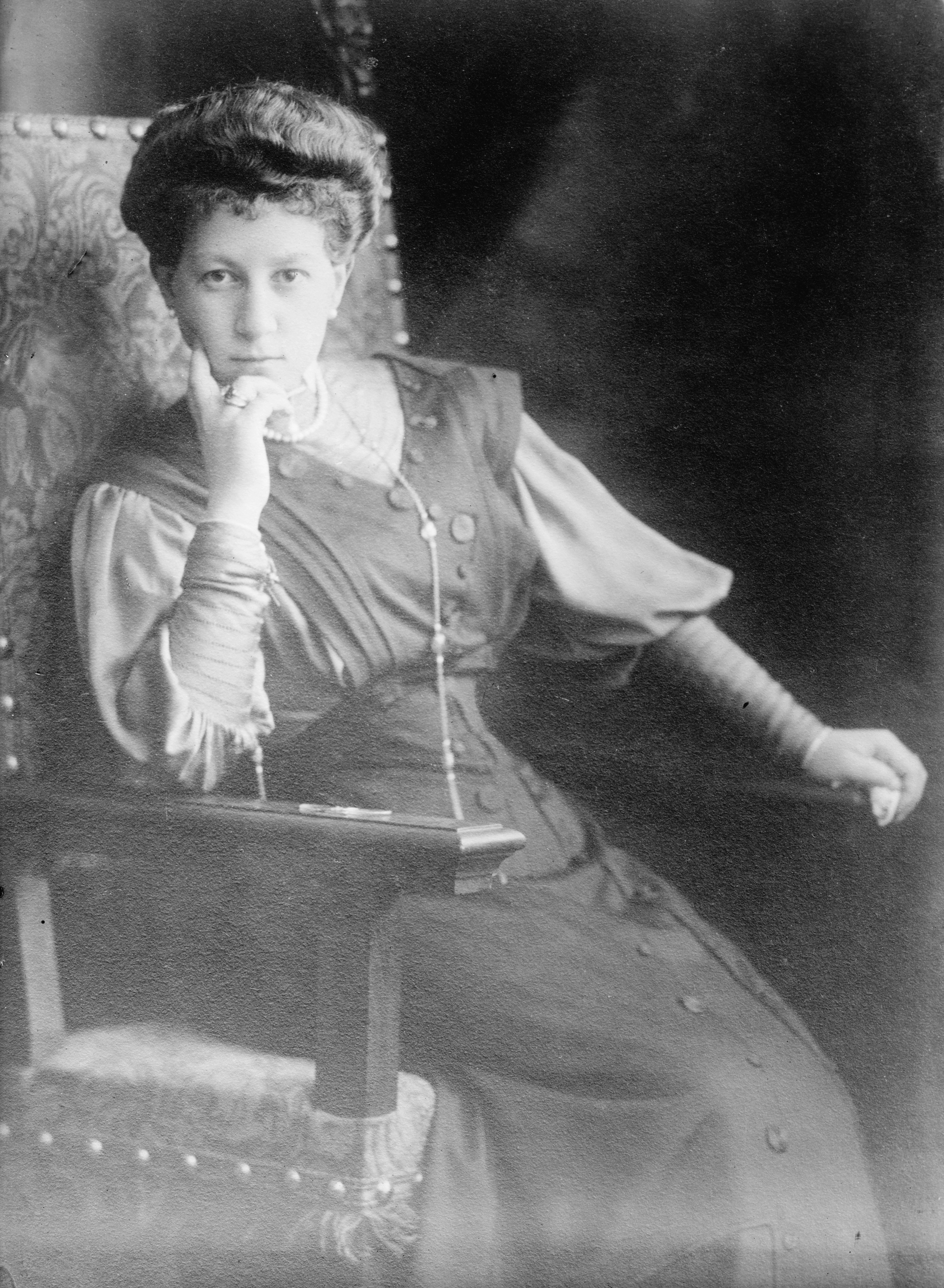
La princesse Marie de Grèce, vers 1910.

Malgré leurs origines étrangères (ou peut-être à cause d'elles), les membres de la famille royale de Grèce ont toujours eu à cœur de se montrer « plus grecs que les Grecs ». Même s'il n'est jamais parvenu à gommer totalement son accent germanique et qu'il a toujours professé la foi luthérienne, le roi Georges Ier a ainsi élevé ses enfants dans la langue et la religion des Hellènes. Le souverain a d'ailleurs tellement bien élevé ses enfants dans l'idée qu'ils étaient grecs qu'on raconte que sa fille cadette, la princesse Marie de Grèce, a éclaté en sanglots le jour où elle a appris qu'aucun sang grec ne coulait dans ses veines.
Cet amour de la Grèce et de sa culture s'est ensuite transmis de génération en génération, y compris chez les princesses entrées par mariage dans la famille royale. À l'exception notable de la reine Élisabeth de Roumanie, qui n'a guère cherché à masquer son mépris pour son pays d'adoption, les princesses entrées par mariage dans la famille royale se sont toutes efforcées à devenir grecques ou à helléniser leur progéniture. En dépit de sa surdité, la princesse Alice de Battenberg a, par exemple, acquis une maîtrise parfaite de la langue grecque et a terminé ses jours dans un ordre monastique orthodoxe.

### Trois «Grecs de souche»: Aspasía Mános, Periklís Ioannídis et Marína Karélla
Depuis l'arrivée de Georges Ier en Grèce en 1863, seuls trois membres de la dynastie ont épousé des personnalités de souche grecque. De fait, comme dans les autres monarchies européennes, le mariage d'un membre de la dynastie hellénique a longtemps été soumis à des préoccupations diplomatiques ou économiques et les Grèce se devaient donc d'épouser des personnes égales en rang, qui pourraient assurer au pays influence et protection. La Grèce ayant été complètement soumise à l'Empire ottoman entre 1453 et 1822 et aucune famille grecque (même phanariote) ne pouvant réellement prouver une filiation royale, tout projet matrimonial entre un membre de la dynastie et un citoyen grec apparaissait en outre comme une mésalliance.
Les bouleversements liés à la Première Guerre mondiale ont toutefois écorné la notion d'« union inégale » et, en Grèce comme dans le reste de l'Europe, les mariages princiers incluant des roturiers se sont multipliés. Dès 1919, le roi Alexandre Ier a ainsi pu épouser Aspasía Mános, une jeune femme issue de l'aristocratie du Phanar. Cependant, l'union du roi et d'Aspasía, jamais reconnue par le gouvernement d'Elefthérios Venizélos, a provoqué une grave crise politique en Grèce et a d'abord été entachée de morganatisme. Il a donc fallu attendre 1922 pour que la fille unique du couple soit pleinement reconnue comme un membre de la famille royale et surtout pour qu'Aspasía reçoive enfin de son beau-père, le roi Constantin Ier, le titre de « princesse de Grèce et de Danemark » (mais non de « reine douairière des Hellènes »).

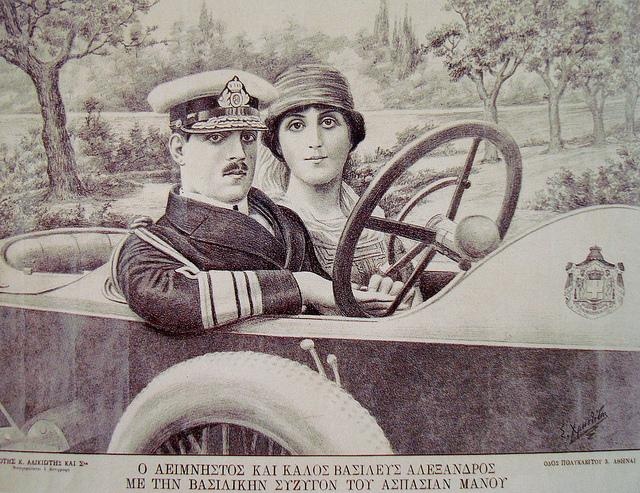
Le roi Alexandre Ier et son épouse Aspasía Mános vers 1920.

En 1922, un autre membre de la famille royale, la princesse Marie, veuve du grand-duc Georges Mikhaïlovitch de Russie, a pu à son tour épouser un citoyen grec : l'amiral Periklís Ioannídis. Assez mal vue, l'union a malgré tout été acceptée par Georges II, sans que Periklís ne soit réellement intégré à la famille royale. Cependant, l'amiral a, par la suite, reçu différentes marques de reconnaissance de la part de son neveu, comme la fonction de premier gouverneur du Dodécanèse grec en 1947.
Finalement, en 1965, le prince Michel de Grèce a épousé l'artiste Marína Karélla, fille d'un riche industriel. Plutôt bien acceptée par la famille royale, l'union a toutefois obligé Michel à renoncer à ses droits dynastiques et ni Marina ni ses filles n'ont ensuite été titrées princesses de Grèce. Il reste que le couple a été invité à représenter le royaume hellénique lors d'un voyage officiel en Afrique à la fin des années 1960 et que Marina et ses deux filles ont toujours eu de bonnes relations avec la parentèle du prince Michel.
À noter qu'en 2025, le prince Nikólaos de Grèce a épousé en seconde noces la femme d'affaires Chrysí Vardinogiánnis. Le magazine Point de vue souligne à cette occasion que Nikólaos est seulement le troisième prince de Grèce à épouser une femme grecque.

## Une famille cosmopolite

### Une famille étroitement liée à l'«Europe des princes»

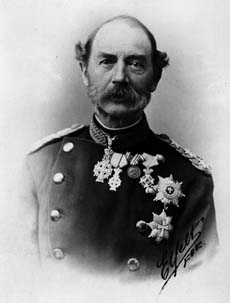
Christian IX de Danemark, « Beau-père de l'Europe » et ancêtre des Grèce.

À travers Georges Ier, tous les membres de la famille royale de Grèce descendent, en ligne masculine, du roi Christian IX de Danemark, surnommé le « Beau-père de l'Europe » après le mariage de plusieurs de ses enfants et petits-enfants avec des monarques européens. Par la reine Sophie de Prusse (épouse de Constantin Ier) et la princesse Alice de Battenberg (femme du prince André), la plupart des princes de Grèce sont par ailleurs des descendants de la reine Victoria du Royaume-Uni, surnommée la « Grand-mère de l'Europe ». Tous les Grèce sont donc étroitement liés à l'« Europe des princes » et toutes les dynasties régnantes du vieux continent leur sont aujourd’hui apparentées.
Comme c'était la règle jusqu'à une époque récente dans les familles royales européennes, la plupart des Grèce ont conclu des unions endogames, avec parfois un degré de parenté assez rapproché entre les conjoints (Paul Ier a ainsi épousé une fille de sa cousine germaine). Membres d'une dynastie orthodoxe, la plupart des princes et princesses de Grèce se sont unis à des personnes issues d'autres maisons orthodoxes (Romanov, Hohenzollern-Sigmaringen, Karadjordjevitch) ou protestantes (Hohenzollern, Hanovre, Oldenbourg, Hesse, Windsor, etc.). À plusieurs occasions également, ils sont allés trouver leurs époux ou épouses dans des familles royales catholiques (Bonaparte, Orléans, Savoie-Aoste et même Bourbons d'Espagne), ce qui était relativement compliqué à une époque où Rome s'opposait vigoureusement aux unions avec des « schismatiques ».
Ces unions avec des princes et des princesses d'origine étrangère ont souvent profité à la Grèce dans la mesure où elles ont permis au petit pays de nouer des liens privilégiés avec des grandes puissances. La parenté du roi Georges Ier avec le futur Édouard VII du Royaume-Uni et le tsar Alexandre III de Russie (ses beaux-frères) a ainsi protégé en partie Athènes après sa défaite militaire contre l'Empire ottoman en 1897. Cependant, de tels liens avec l'étranger ont également pu être fatidiques à d'autres moments de l'histoire. Ainsi, durant la Première Guerre mondiale, la parenté de Constantin Ier avec le Kaiser Guillaume II d'Allemagne (son beau-frère) a conduit les Alliés à le regarder avec suspicion avant de le renverser en 1917. Surtout, la relative fréquence des unions matrimoniales entre des princes de Grèce et des personnes d'origine germanique (10 mariages sur 37 entre 1867 et 2010) a conduit la population hellénique à considérer sa famille royale comme une dynastie plus allemande que grecque.

### Des roturiers venus d'Europe et d'Amérique

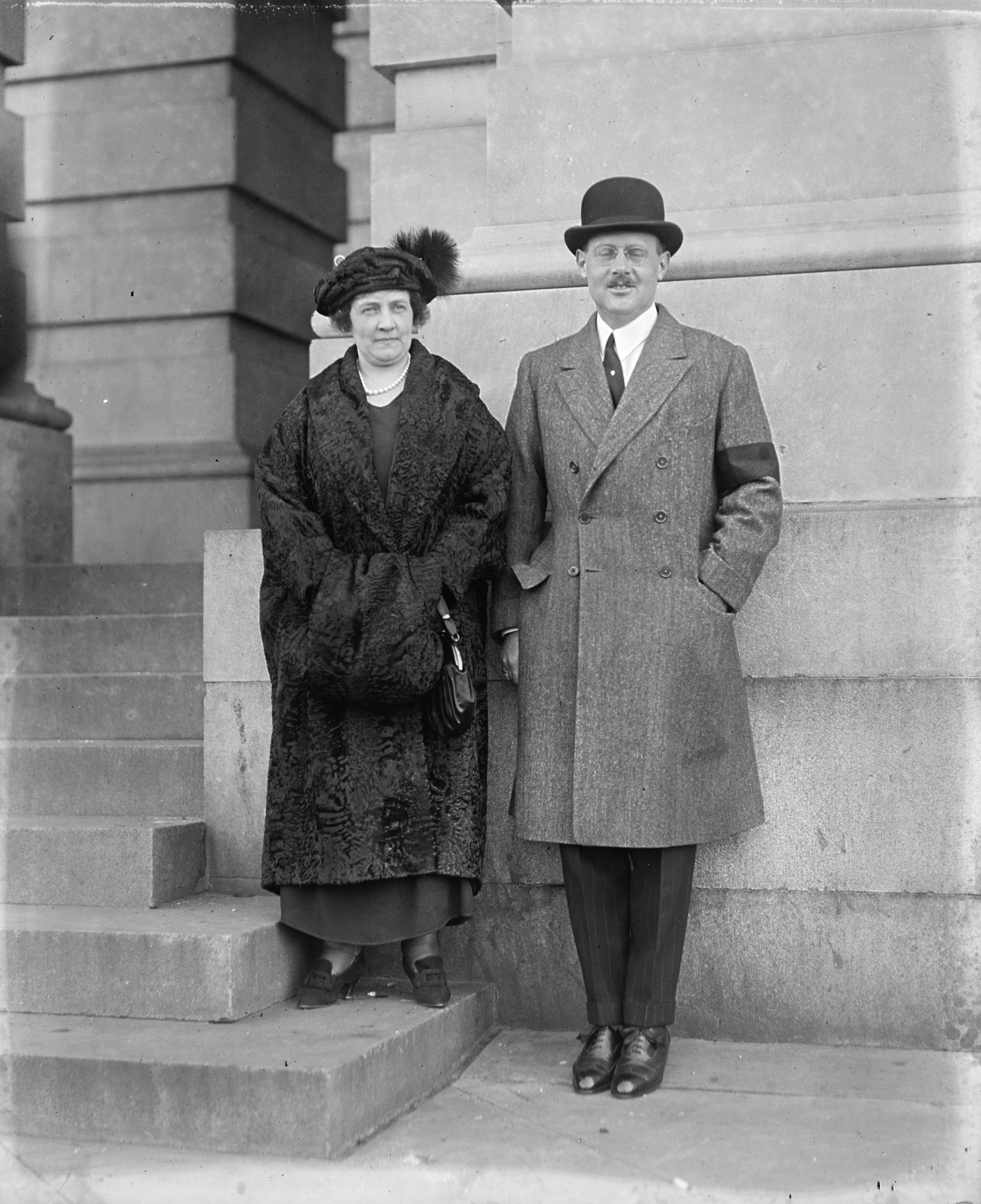
Le prince Christophe et sa première épouse Anastasia en 1923.

Après la Première et la Deuxième Guerres mondiales et plus encore après la chute de la monarchie hellénique en 1973, la famille royale de Grèce s'est ouverte aux roturiers. Dans le même temps, l'ouverture internationale de la famille s'est encore accrue.
Dès 1920, une richissime Américaine, Nancy Stewart Leeds, a épousé le prince Christophe avec l'autorisation d'Alexandre Ier : elle est alors devenue la princesse Anastasia de Grèce et a fait profiter sa belle-famille de son immense fortune à un moment où elle subissait les affres de l'exil. Pleinement acceptée par le gotha européen malgré ses origines modestes, Anastasia est ensuite parvenue à marier son fils unique, William Bateman Leeds Junior, avec une nièce du prince Christophe, la princesse Xenia Georgievna de Russie.
Soixante-quinze ans plus tard, en 1995, une autre Américaine fortunée, Marie-Chantal Miller, est entrée dans la famille royale de Grèce. Déjà bien connectée au gotha, la jeune femme est l'une des trois « sœurs Miller » et elle compte parmi ses beaux-frères le prince Alexandre de Fürstenberg et Christopher Getty, petit-fils du multimillionnaire américain Jean Paul Getty. Femme d'affaires dynamique, elle possède aujourd’hui différentes boutiques de vêtements pour enfants ainsi que sa propre ligne de vêtements.
Parmi les autres roturiers qui font leur entrée dans la famille royale (et hormis les trois « Grecs de souche » dont il a été question plus haut), on peut compter une Russe (Irène Ovtchinnikova), un Britannique (Richard Brandram), un Espagnol (Carlos Morales Quintana), une Vénézolano-Suisse (Tatiana Blatnik) et une Suisse (Nina Flohr). Parmi ceux-ci, tous n'ont pas bénéficié du même degré d'acceptation de la part de la famille royale. Divorcée à deux reprises avant d'épouser le prince Pierre, Irène Ovtchinnikova, a ainsi subi l'ostracisme de sa belle-famille jusqu'à sa mort. Cependant, le protocole concernant les mariages princiers s'est aujourd’hui beaucoup adouci et Carlos Morales, Tatiana Blatnik et Nina Flohr sont considérés comme des membres à part entière de la famille royale.

## Une famille terne constituée de personnalités brillantes
Nombreux sont les historiens qui ont souligné le peu d'intelligence de la plupart des membres de la famille royale de Grèce. Personnalité hors du commun, la princesse Marie Bonaparte considérait elle-même la parentèle de son mari comme terriblement futile et conventionnelle. Pourtant, plus que les représentants de la plupart des autres familles souveraines européennes, les princes de Grèce se sont illustrés dans les arts, le sport ou même les sciences.

### Les princes de Grèce et les arts

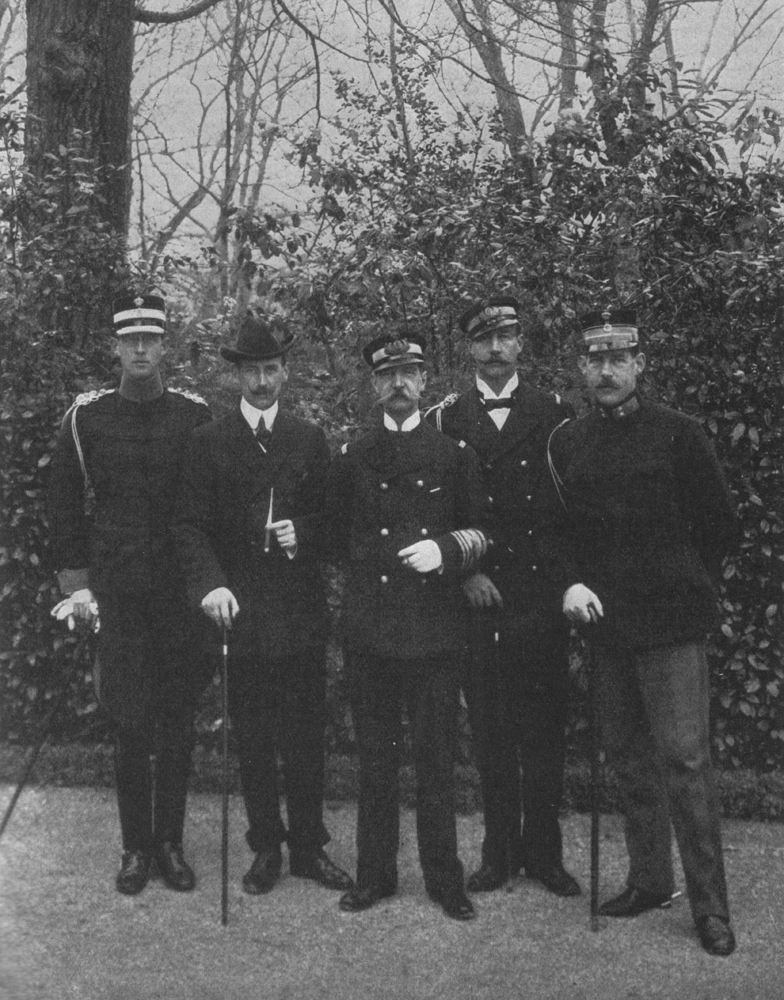
Le roi Georges Ier entouré de ses fils André et Nicolas (à gauche) et Georges et Constantin (à droite).

Plusieurs personnalités de la famille se sont lancées dans l'écriture mais c'est surtout à travers la publication de leurs mémoires que les princes de Grèce ont laissé leur trace dans la littérature. Si le roi Georges Ier a préféré détruire ses souvenirs pour ne jamais les voir divulgués, cinq de ses huit enfants ont choisi de publier leurs mémoires : souvent pour des raisons financières (Nicolas, Marie et Christophe), quelquefois pour des considérations plus politiques (Georges et André). Dans les générations suivantes, d'autres princes et princesses ont également publié leurs souvenirs ou collaboré à l'écriture de leur biographie. C'est particulièrement le cas des reines Hélène de Roumanie (avec Arthur Gould Lee), Alexandra de Yougoslavie (avec Joan Reeder) et Frederika de Grèce. De son côté, la princesse Eugénie a travaillé sur les biographies d'autres membres de sa famille tandis que son cousin, le prince Michel, a publié plusieurs romans et essais historiques, dont certains ont été primés ou même adaptés au cinéma.
Plusieurs membres de la famille de Grèce se sont également fait remarquer par la peinture, le dessin ou la sculpture. Contraint à l'exil après 1917, le prince Nicolas est parvenu à faire vivre sa famille en donnant des cours de peinture et s'est fait quelque peu connaître sous le pseudonyme de « Nicolas Leprince ». Son neveu, le duc d'Édimbourg (né Philippe de Grèce), s'est lui aussi intéressé à la peinture, qu'il pratique en amateur. La princesse Marie et sa petite-nièce Marie-Chantal Miller ont quant à elles publié des illustrations de livres pour enfant. Surtout, Marína Karélla a réalisé nombre d'aquarelles, d'illustrations, de décors de théâtre et de sculptures, et certaines de ses œuvres ont connu les honneurs de grands musées.
La musique et le cinéma ont moins séduit les membres de la famille de Grèce. Il existe cependant deux exceptions. Pianiste distinguée formée par Gina Bachauer, la princesse Irène a ainsi réalisé plusieurs concerts au profit d'œuvres caritatives. De son côté, la princesse Théodora s'est lancée, avec un succès mitigé, dans une carrière au cinéma et à la télévision, ce qu'avait refusé de faire sa grand-tante Catherine dans les années 1930, en dépit des sollicitations d'Hollywood. Ajoutons que le prince Pierre a fait œuvre de conseiller technique sur plusieurs films, et notamment sur Alexandre le Grand, de Robert Rossen.

### Les princes de Grèce et les sciences

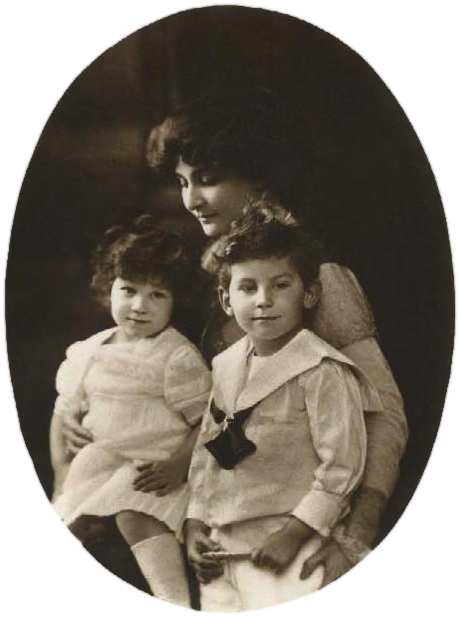
Marie Bonaparte et ses enfants Eugénie et Pierre de Grèce.

Les sciences non plus n'ont pas échappé à l'intérêt de certains membres de la famille royale de Grèce. Disciple de Sigmund Freud, qu'elle a sauvé des nazis, la princesse Marie Bonaparte a ainsi publié plusieurs ouvrages de psychanalyse et œuvré à la diffusion de sa discipline, tant en France qu'en Grèce. Sa fille Eugénie s'est, dans une moindre mesure, également illustré dans ce même domaine en traduisant des textes de sa mère ou en soutenant financièrement la Société psychanalytique de Paris.
Le prince Pierre, autre enfant de Marie Bonaparte, s'est quant à lui passionné pour l'ethnologie. Après des études auprès de Bronisław Malinowski, il est devenu un spécialiste de la polyandrie et du peuple tibétain. Ayant réalisé plusieurs expéditions scientifiques aux Indes, en Afghanistan et à la frontière tibétaine avec sa femme Irène, il a ramené une très importante documentation (film, enregistrements sonores, photographies, livres et objets), dont l'essentiel est aujourd’hui conservé au Musée national du Danemark et à la Bibliothèque royale de Copenhague.
Ajoutons que les princesses Sophie et Irène se sont passionnées pour l'archéologie, discipline qu'elles ont pratiqué avec un certain succès dans le parc du palais de Tatoï. De cette expérience, les deux sœurs ont d'ailleurs publié deux petits ouvrages d'édition limitée.

### Les princes de Grèce et le sport
Étroitement liée aux Jeux olympiques modernes, dont elle a contribué à la renaissance en 1896, la famille royale de Grèce s'est également illustrée plusieurs fois dans le monde du sport.
Si le prince Georges, arbitre durant les premiers Jeux olympiques, a fait sensation dès 1896 en ramassant avec aisance les poids laissés sur le stade par les athlètes après les épreuves d'haltérophilie, c'est le futur Constantin II qui a conquis le titre le plus prestigieux en obtenant une médaille d'or en voile lors des Jeux olympiques d'été de 1960. À l'époque, la prouesse de l'héritier du trône a eu un impact d'autant plus important qu'elle a amené sa seule médaille d'or à l'équipe grecque. Sa sœur aînée Sophie participe également à ces Jeux en tant que suppléante dans l'équipe grecque de voile.
Navigateur expérimenté, le diadoque Paul a quant à lui participé à plusieurs compétitions nautiques à bord du monocoque Mari-Cha IV, détenu par son beau-père Robert W. Miller. Il était ainsi membre de l'équipage du navire quand celui-ci a remporté le record du monde de vitesse pour la traversée de l'Atlantique en 2003.

## Un bilan politique mitigé

### Des rois autoritaires en butte à l'Armée et à la classe politique

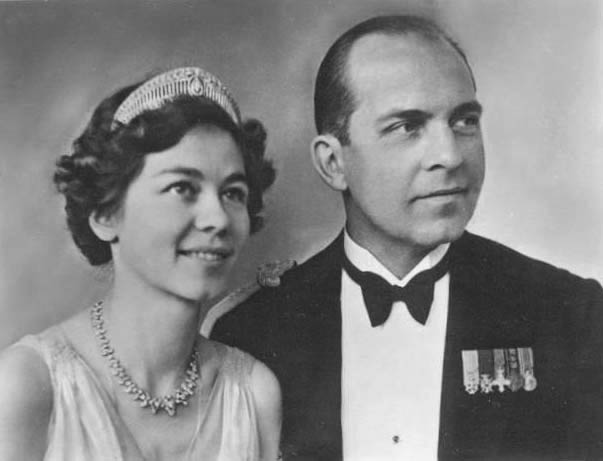
Le roi Paul Ier et la reine Frederika de Hanovre (1938).

Le bilan politique des souverains grecs est pour le moins mitigé. Si l'on excepte Georges Ier, qui est mort assassiné par un anarchiste en 1913, et Alexandre Ier, souverain fantoche prisonnier de son Premier ministre, tous les rois des Hellènes ont connu les affres de l'exil à un moment de leur vie. Volontiers autoritaires (Constantin Ier, Georges II, Paul Ier et Constantin II) et pas toujours très heureux dans le domaine de la guerre (Georges Ier, Constantin Ier et Georges II), les souverains grecs ont par ailleurs souvent été aux prises avec l'Armée et la classe politique de leur pays, ce qui n'a pas été sans conséquences sur l'avenir de la dynastie.
Entre 1863 et 1973, la famille royale a ainsi été plusieurs fois confrontée à l'opposition des militaires grecs, qui ont cherché à lui imposer leurs volontés politiques. En 1909, un premier coup d'État a ainsi obligé Georges Ier à désigner comme Premier ministre Elefthérios Venizélos, pourtant ennemi farouche de son propre fils durant le passage de celui-ci à la tête des affaires crétoises (1898-1906). Inspirée par Venizélos et soutenue par la Triple-Entente, une partie de l'Armée a, plus tard, contribué à l'abdication et à l'exil de Constantin Ier en 1917 puis en 1922. Finalement ralliée à la couronne après l'échec de la Deuxième République hellénique (1935), l'armée a globalement soutenu la dictature instituée par le général Ioánnis Metaxás avec l'appui de Georges II (1936). Fragilisés par la Seconde Guerre mondiale et par la montée en puissance du Parti communiste de Grèce, les liens de la famille royale et de l'Armée se sont renforcés avec la guerre civile et la guerre froide. Ce sont pourtant les militaires qui ont finalement contraint Constantin II à l'exil en 1967 puis aboli la monarchie en 1973.
Au sein de la classe politique et de la société civile, Elefthérios Venizélos n'est pas la seule personnalité à s'être opposée de façon virulente à la politique de la dynastie. Ainsi, après la Seconde Guerre mondiale, le régent Damaskinos d'Athènes et son Premier ministre républicain Nikólaos Plastíras ont tenté, sans succès, d'empêcher la restauration de la monarchie. Plus tard, dans les années 1960, la montée des tensions entre Georges Papandréou et les rois Paul Ier et Constantin II a contribué au déclin de la monarchie. Finalement, le double-jeu du Premier ministre Constantin Karamanlis a réduit à néant les chances de restauration de la monarchie en 1974 et a confirmé l'exil de la famille royale tandis que l'opposition virulente du Premier ministre Andréas Papandréou a abouti à la nationalisation, en 1993, des biens de l'ancienne famille royale et au retrait de sa nationalité grecque.

### Des reines inégalement populaires
À l'image de leurs époux, toutes les reines de Grèce n'ont pas joui du même degré de popularité.

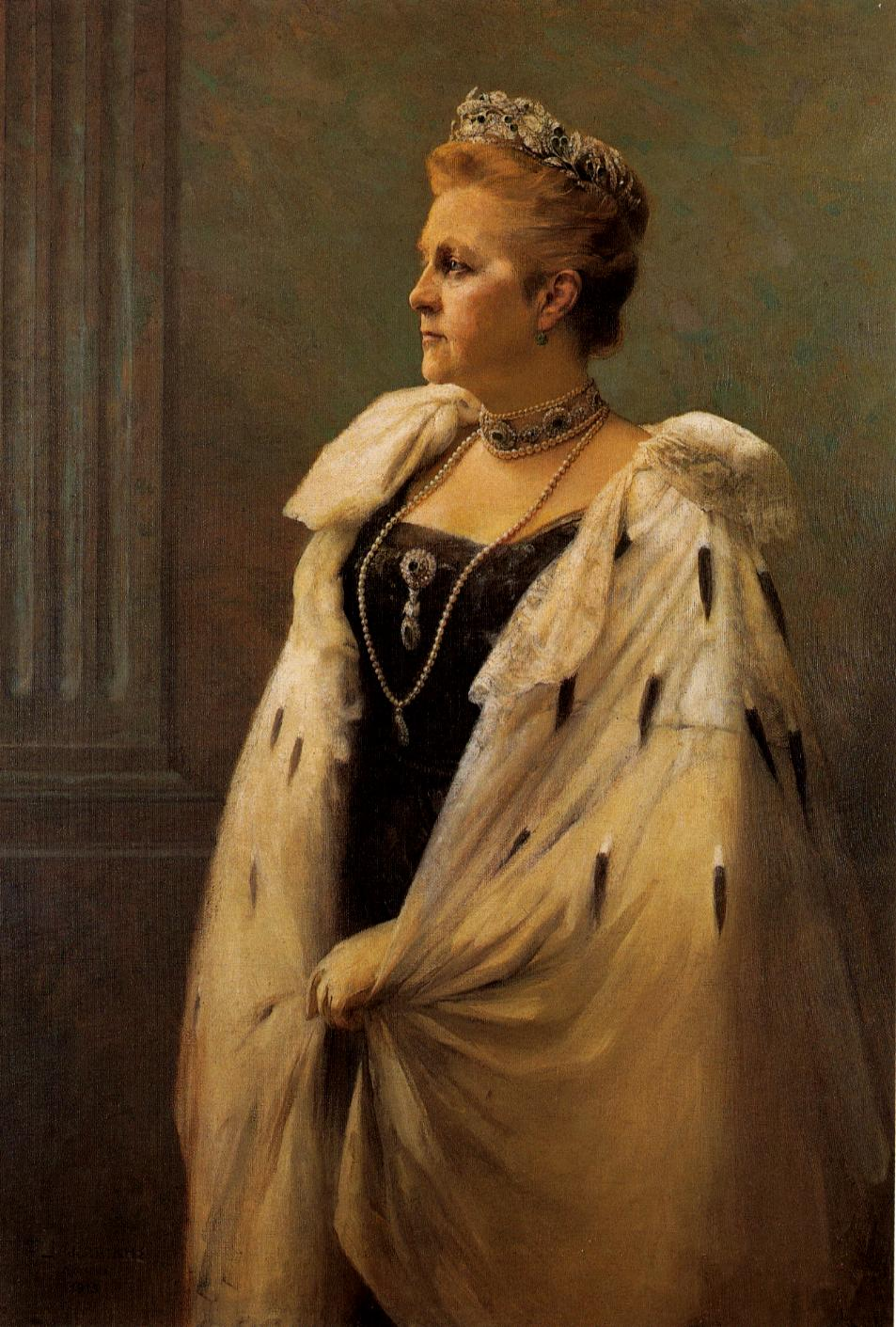
Portrait officiel de la reine Olga de Grèce par Georgios Jakobides, 1915.

Olga Constantinovna de Russie, épouse de Georges Ier, est certainement la souveraine qui a été la plus appréciée par ses sujets, notamment grâce à son implication dans le domaine social et à son éloignement de la vie politique. Malgré ses origines russes, problématiques à une époque où le nationalisme grec était en concurrence avec le panslavisme, la reine Olga s'est tellement bien gagné le cœur des Hellènes qu'elle a été le seul membre de la dynastie autorisé par Elefthérios Venizélos à rentrer en Grèce lors de l'agonie du roi Alexandre Ier, en 1920. Quelques mois plus tard, elle a même été nommée régente par l'homme politique en attendant la restauration de son fils Constantin Ier.
Le cas de la reine Sophie de Prusse est beaucoup plus ambigu. Longtemps adorée de la population, qui voyait dans son prénom ainsi que dans celui de son mari Constantin des signes du retour prochain de la basilique Sainte-Sophie de Constantinople au sein de la nation grecque, Sophie a vu son image profondément dégradée durant la Première Guerre mondiale. Considérée comme un agent de l'Allemagne et de son frère le Kaiser Guillaume II, la souveraine a été accusée de conspirer contre les Alliés et même de vouloir assassiner son époux. Elle a ensuite été une cible privilégiée des venizélistes lors de la rédaction du « Livre blanc » censé prouver la compromission de la famille royale avec les puissances centrales durant la guerre.
Reine durant moins de deux ans, Élisabeth de Roumanie (épouse de Georges II) n'a, quant à elle, pas laissé un grand souvenir à ses sujets. Femme de caractère, qui n'a jamais caché le mépris qu'elle ressentait pour sa nation d'adoption ou pour sa belle-famille, Élisabeth a subi de plein fouet le rejet grandissant de la dynastie après la défaite de la Grèce face à la Turquie en 1922.
Comme Sophie de Prusse, la reine Frederika de Hanovre, épouse de Paul Ier, a largement souffert de ses origines allemandes. Montrée du doigt du fait des accointances supposées de sa famille avec le régime nazi, elle a souvent été accusée d'avoir favorisé la répression terrible subie par les communistes grecs après la guerre civile. Férue de politique mais peu soucieuse du jeu démocratique, elle a également été accusée de manipuler son époux et son fils pour qu'ils continuent à gouverner la Grèce d'une main de fer. Vraie ou non, cette réputation négative a fortement contribué au discrédit de la monarchie dans les années 1960.
Reine discrète et même effacée, Anne-Marie de Danemark a, quant à elle, longtemps vécu dans l'ombre de sa belle-mère et de son époux. Elle est aujourd’hui très impliquée dans les œuvres caritatives à travers la Fondation Anne-Marie, créée par Constantin II après la décision de la Cour européenne des droits de l'homme de condamner le gouvernement grec à dédommager la famille royale pour la confiscation de ses biens en 1993.

### Des consorts plutôt appréciés dans leurs pays d'adoption

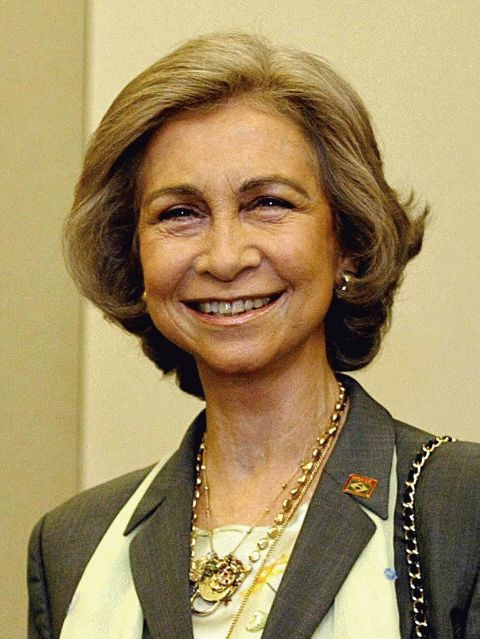
La reine Sophie d'Espagne, en 2003.

Si les souverains grecs ont souvent subi l'opposition de leurs sujets, les princes et princesses de Grèce installés à l'étranger ont généralement été bien reçus par leurs nations d'adoption.
Malgré ses déboires conjugaux avec Carol II, la reine Hélène a ainsi été rappelée d'exil par Bucarest après la déposition de son ex-mari. Nommée « reine-mère » en 1940, elle a secondé son fils Michel Ier à un moment très difficile, où la Roumanie soutenait officiellement l'Allemagne nazie avant d'être intégrée de force au bloc soviétique. Profitant de ses fonctions pour organiser l'aide alimentaire et pour sauver de nombreux juifs et opposants, elle a laissé l'image d'une souveraine dévouée aux démunis dans un pays pourtant aujourd’hui largement détaché de son ancienne famille royale.
De la même façon, la reine Sophie, épouse du roi d'Espagne Juan Carlos Ier, bénéficie d'une image plutôt positive dans son pays d'adoption. Femme cultivée et discrète, qui patronne de nombreuses fondations et a donné son nom à un grand musée d'art contemporain, la souveraine a été relativement épargnée par les scandales qui touchent la famille royale d'Espagne depuis l'affaire Nóos. Son image publique a malgré tout été écornée par la publication de la biographie réalisée par Pilar Urbano (La Reina muy de cerca), dans laquelle la souveraine s'est laissée aller à des commentaires jugés homophobes et ultra-catholiques par les opposants de la monarchie.
D'autres princesses grecques ont bénéficié d'une forte popularité à l'étranger. Fortement impliquée dans la vie sociale et culturelle britannique, la duchesse douairière Marina de Kent a ainsi représenté plusieurs fois son pays d'adoption lors de cérémonies officielles. Très appréciée du grand public, elle a par ailleurs été louée pour son élégance et sa distinction. Faite citoyenne d'honneur de Florence en 1972 (c'est-à-dire à une époque où l'essentiel de la famille royale italienne était exilée par le régime), la duchesse douairière Irène d'Aoste a, quant à elle, laissé l'image d'une princesse combattante, qui s'est largement investie dans la lutte contre les inondations de 1966.
Seul homme parmi cette longue liste de consorts d'origine hellénique, le duc d'Édimbourg (né Philippe de Grèce) n'a pas atteint le même niveau de popularité que nombre de ses tantes, sœurs et cousines. S'il bénéficie à la fin de sa vie d'un réel respect de la part de la population britannique, l'époux de la reine Élisabeth II a souvent été conspué pour ses déclarations maladroites (sur les sourds ou les personnes de couleur, notamment). Jugé froid et hautain, il a par ailleurs été durablement affaibli par ses relations difficiles avec la princesse Diana, au point d'être accusé par certains adeptes des théories conspirationnistes d'avoir commandité son assassinat en 1997.

## Des attitudes diverses face aux régimes fascistes et fascisants
Les années 1930-1940 ont été une période difficile pour les membres de la famille royale de Grèce. Alors que certains représentants de la dynastie se sont ouvertement compromis avec des régimes fascistes ou fascisants à cette époque, d'autres se sont opposés avec plus ou moins de succès aux dictatures d'extrême-droite.

### La famille royale et le régime du 4-Août

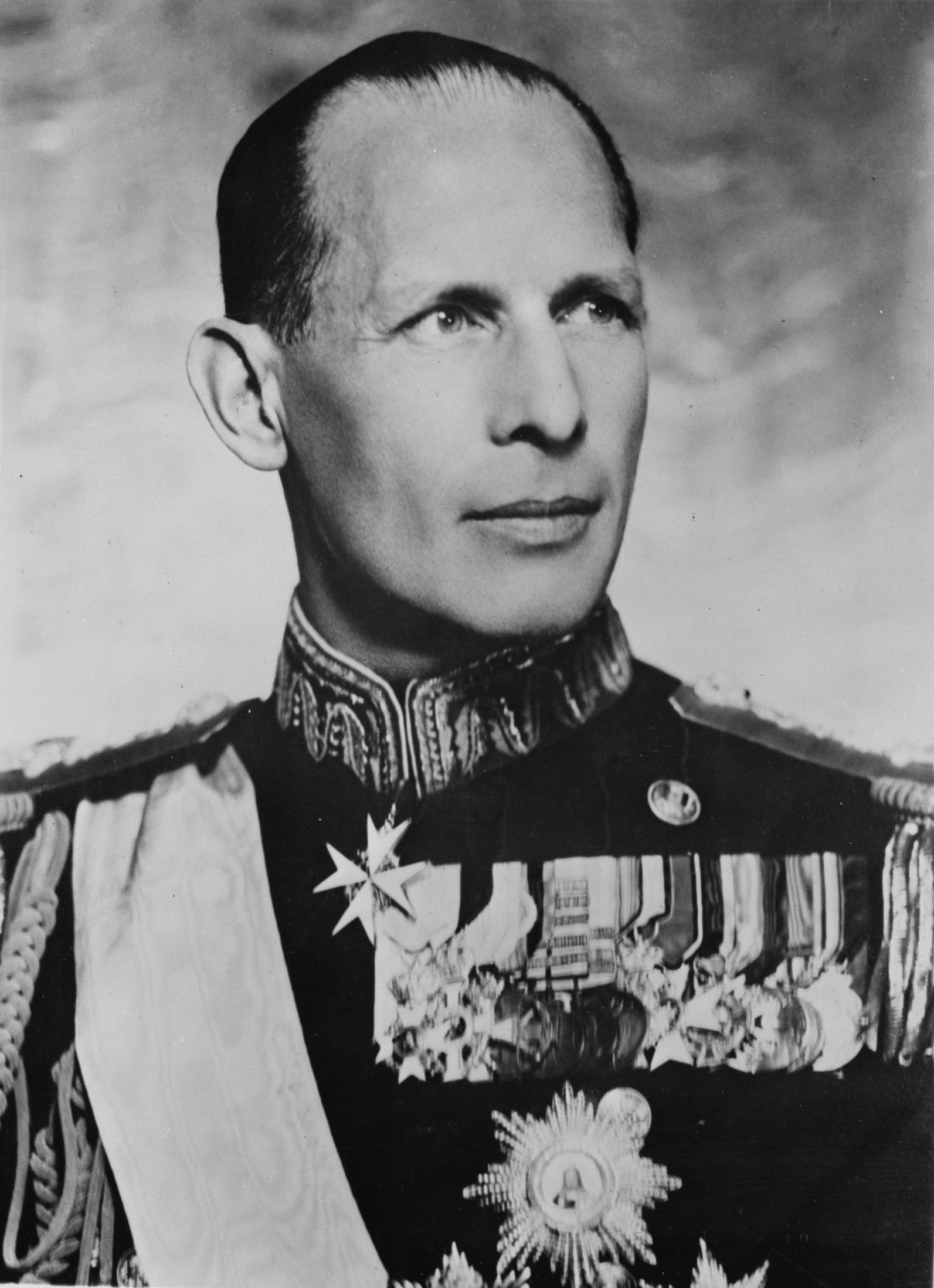
Le roi Georges II de Grèce, soutien de la dictature metaxiste.

Confronté à une forte division de la classe politique de son pays, le roi Georges II a durablement appuyé le Régime du 4-Août, une dictature mise en place par le général Ioánnis Metaxás un an après la restauration de la monarchie, en 1935. Fortement autoritaire avec des penchants fascistes et nationalistes, le gouvernement metaxiste ne s'est cependant jamais rendu coupable de persécutions raciales ou religieuses et n'a pas non plus mené de politique expansionniste. Il a par contre mis fin à la liberté d'expression et organisé la lutte contre les communistes et les opposants politiques, ce qui lui a d'ailleurs valu les critiques de plusieurs membres de la famille royale (et en particulier du diadoque Paul).
Or, le Régime du 4-Août a été maintenu en place par Georges II même après la mort de Metaxás et l'invasion de la Grèce par les forces de l'Axe durant la Seconde Guerre mondiale. C'est finalement sous les pressions extérieures que le souverain a accepté de restaurer un semblant de parlementarisme au sein de la « Grèce libre » et cette attitude a eu de graves conséquences sur la restauration de la monarchie après-guerre.

### La famille royale et l'Italie fasciste
Le comportement des membres de la famille de Grèce installés en Italie a été beaucoup moins complaisant vis-à-vis de la dictature. Volontiers critiques envers Benito Mussolini, la princesse Marie et son second époux ont fini par être interdits de séjour en Italie en 1934. De son côté, la princesse Françoise d'Orléans, qui détestait tout autant Mussolini que le maréchal Pétain, a préféré fuir le pays avec son fils Michel par fidélité envers la Grèce en 1940.
Mariée à un prince italien et propulsée reine de la Croatie oustachi par les forces de l'Axe, la princesse Irène n'a, quant à elle, pas quitté l'Italie mais a refusé, avec son mari, de ceindre la couronne qui lui était offerte. Finalement arrêtée par les Allemands après le retournement de la famille royale italienne (1943), Irène a été déportée en Autriche avec son fils et d'autres membres de la maison de Savoie. Plus chanceuses que leur cousine Mafalda d'Italie, décédée à Buchenwald en 1944, la princesse grecque et sa parentèle ont finalement été libérées par les Américains en 1945.

### La famille royale et l'Allemagne nazie

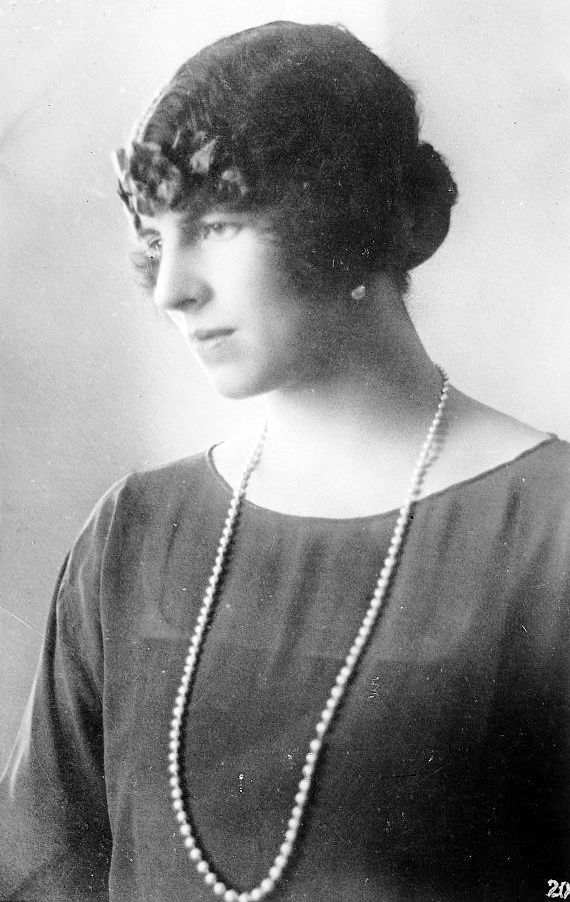
La reine Hélène de Roumanie, « Juste parmi les Nations ».

C'est finalement l'idéologie nazie qui a le plus divisé la dynastie grecque. Alors que plusieurs princesses helléniques mariées à des princes allemands ont fini par se ranger aux idées d'Adolf Hitler et par se transformer en ambassadrices informelles du Troisième Reich (Marguerite, Sophie ou Élisabeth), d'autres membres de la famille royale ont adopté un comportement tout différent. Gratifié du titre d'« ennemi numéro un du Reich en Grèce », le roi Georges II a ainsi organisé la résistance à l'occupant en formant un gouvernement en exil auquel se sont ralliés la majorité des princes de Grèce. Plusieurs membres de la dynastie, parmi lesquels le souverain lui-même mais aussi son frère Paul ou ses cousins Pierre et Philippe ont également combattu directement l'Allemagne nazie.
C'est cependant dans leur soutien aux populations juives que plusieurs princesses de la famille royale ont le mieux montré leur refus de l'idéologie nazie. Dès l'annexion de l'Autriche par Hitler en 1938, Marie Bonaparte a ainsi utilisé son immense fortune et ses réseaux pour sauver non seulement son mentor, Sigmund Freud, mais aussi quantité d'autres juifs, intellectuels et opposants condamnés par le régime nazi. Seule membre de la dynastie resté en Grèce durant la Seconde Guerre mondiale (avec sa belle-sœur Hélène Vladimirovna de Russie), la princesse Alice de Battenberg a quant à elle protégé une famille juive durant toute la durée de l'occupation. De la même façon, sa nièce, la reine-mère Hélène de Roumanie, a participé au sauvetage de nombreux juifs et opposants alors qu'elle représentait un régime allié des nazis. Pour leur courage, les deux princesses ont été décorées du titre de « Juste parmi les nations » par l'État d'Israël.

## Religiosité et croyance à l'intérieur de la famille royale

### Une famille protestante convertie à l'orthodoxie
Pendant très longtemps, la nationalité grecque a davantage été liée à la pratique de l'orthodoxie qu'à un éventuel sang grec. Ainsi, malgré leurs origines helléniques, les Grecs musulmans ont longtemps été perçus comme des Turcs alors que les Arvanites, une minorité orthodoxe de langue albanaise, ont toujours été pleinement reconnus comme des citoyens grecs.
Issu d'une famille luthérienne et successeur d'un monarque déposé à cause de son refus d'« orthodoxiser » sa dynastie, Georges Ier de Grèce avait donc tout intérêt à montrer sa soumission à l'Église nationale. Bien qu'il ne se soit jamais converti lui-même, le fondateur de la dynastie a ostensiblement épousé une grande-duchesse orthodoxe (Olga Constantinovna de Russie) et s'est empressé d'élever sa progéniture dans la foi orientale. Par la suite, tous les successeurs de Georges Ier ont naturellement opté pour l'orthodoxie et toutes les reines nées dans une autre religion (Sophie de Prusse, Frederika de Hanovre et Anne-Marie de Danemark) ont fini par se convertir, ce que n'ont pas nécessairement fait les autres princesses entrées par mariage dans la famille royale (Marie Bonaparte, Françoise d'Orléans). En revanche, nombre de princesses grecques ont à leur tour abandonné l'orthodoxie pour adopter la religion de leur époux au moment de leur mariage. De la même façon, le duc d'Édimbourg a embrassé l'anglicanisme pour pouvoir épouser la princesse Élisabeth.

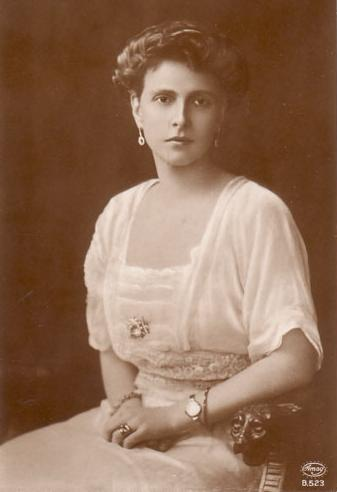
La princesse Alice de Battenberg, épouse d'André de Grèce avant de devenir religieuse

Souvent sincères, ces conversions ont quelquefois bouleversé la vie des membres de la famille royale. Personnalité excentrique, la princesse Alice de Battenberg s'est, par exemple, tellement bien reconnue dans la religion orthodoxe qu'elle a traversé une longue crise mystique et a finalement fondé un ordre monastique, une fois devenue veuve.

### Une famille royale marquée par le spiritisme et les influences orientales
Malgré leur adoption de l'orthodoxie, plusieurs membres de la famille royale de Grèce ont adopté des pratiques bien éloignées de la ligne religieuse officielle. Très jeune, le prince Christophe s'est par exemple passionné pour le spiritisme, qu'il a régulièrement pratiqué jusqu'à la fin de ses jours et auquel il a initié plusieurs de ses frères, sœurs, beaux-frères et belles-sœurs. Il a par ailleurs transmis à son fils Michel une véritable passion pour les fantômes, ce qui a amené ce dernier à publier plusieurs ouvrages en lien avec le monde des esprits (Ces femmes de l'au-delà, Voices of light).
Orthodoxe fervent marié à une athée non moins fervente, le prince Georges croyait, quant à lui, en la transmigration des âmes. Il était ainsi convaincu qu'un lien spécial l'unissait à son oncle et amant, Valdemar de Danemark, ce qui ne l'a pas empêché de traverser de longues heures d'angoisses face à la mort.
L'hindouisme et les autres religions orientales semblent, par ailleurs, avoir fortement influencé plusieurs membres de la dynastie. C'est particulièrement le cas de la reine Frederika de Hanovre, qui s'est convertie au végétarisme dans les années 1960 et qui a transmis ses habitudes alimentaires et une partie de ses croyances à ses filles Sophie et Irène.

## Membres de la famille de Grèce
Sont pleinement considérés comme membres de la famille de Grèce
- Le prince Paul de Grèce et son épouse la princesse Marie-Chantal
  - La princesse María Olympía de Grèce
  - Le diadoque Constantin Alexios de Grèce
  - Le prince Achíleas-Andréas de Grèce
  - Le prince Odysséas Kímon de Grèce
  - Le prince Aristídis Stávros de Grèce
- L'ex-reine des Hellènes Anne-Marie
  - La princesse Alexia de Grèce, son époux Carlos Morales Quintana et leurs enfants
  - Le prince Nikólaos de Grèce et son épouse la princesse Chrysí
  - La princesse Théodora de Grèce, et son époux Matthew Kumar
  - Le prince Phílippos de Grèce et son épouse la princesse Nina
- La princesse Irène de Grèce

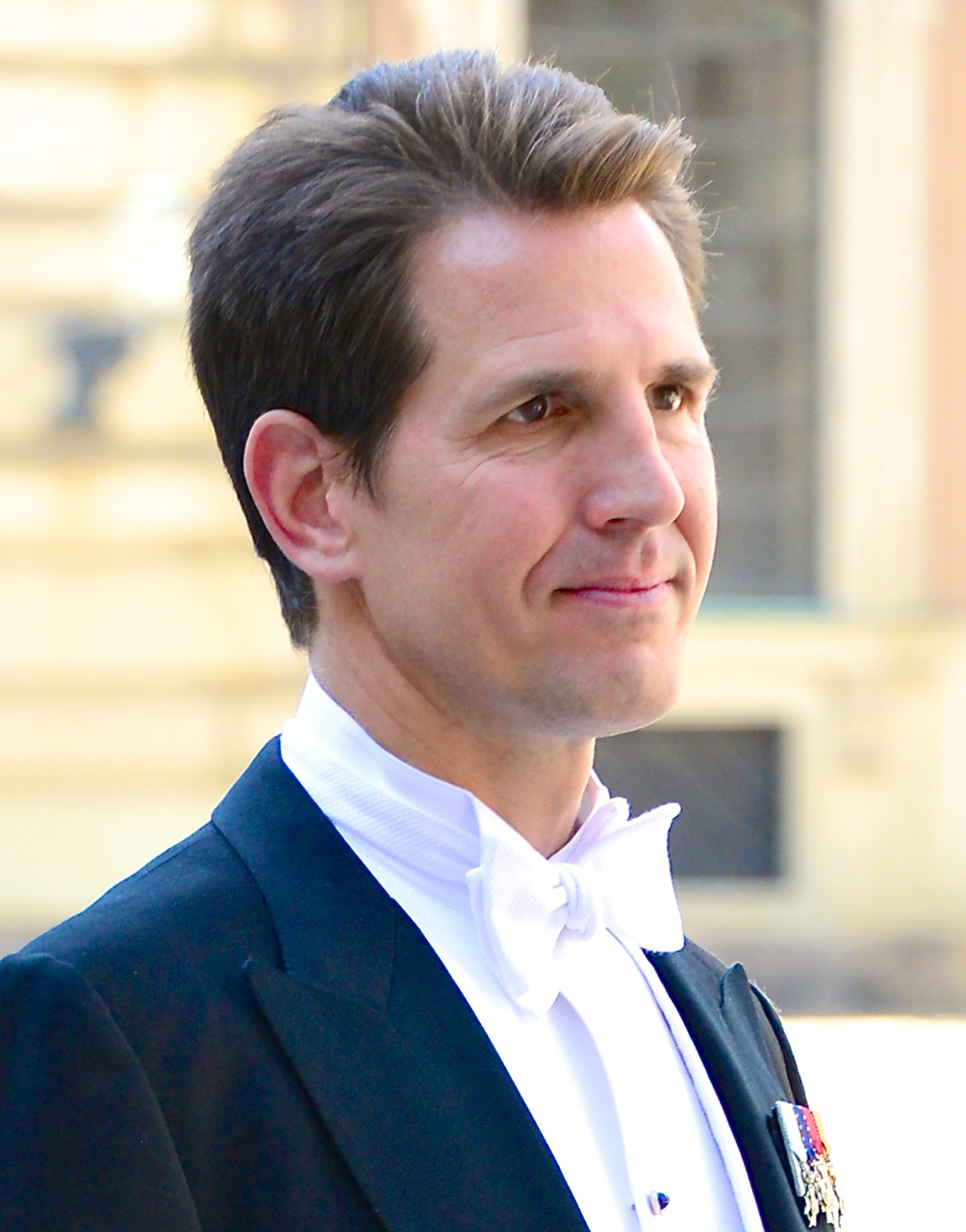
Paul de Grèce
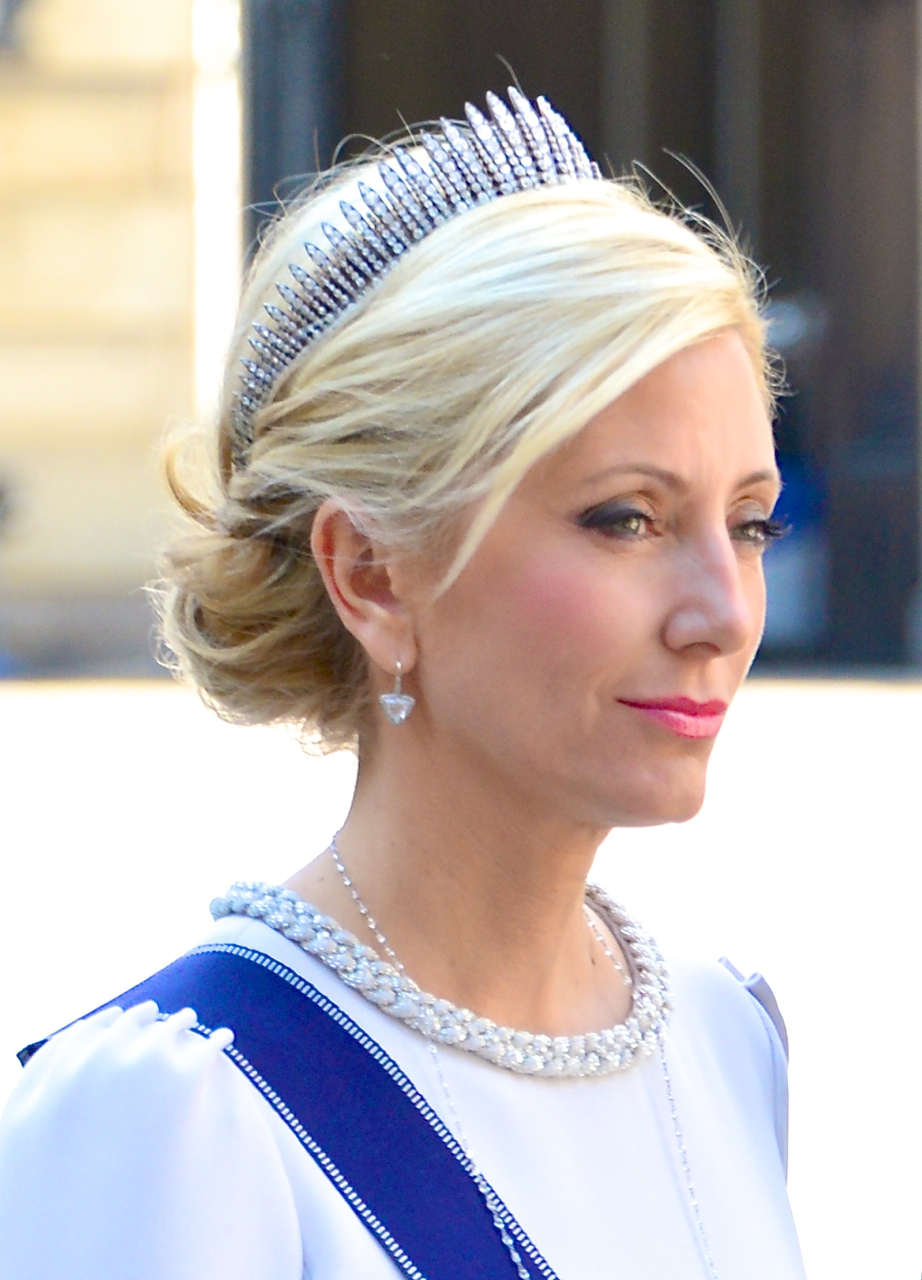
Marie-Chantal Miller
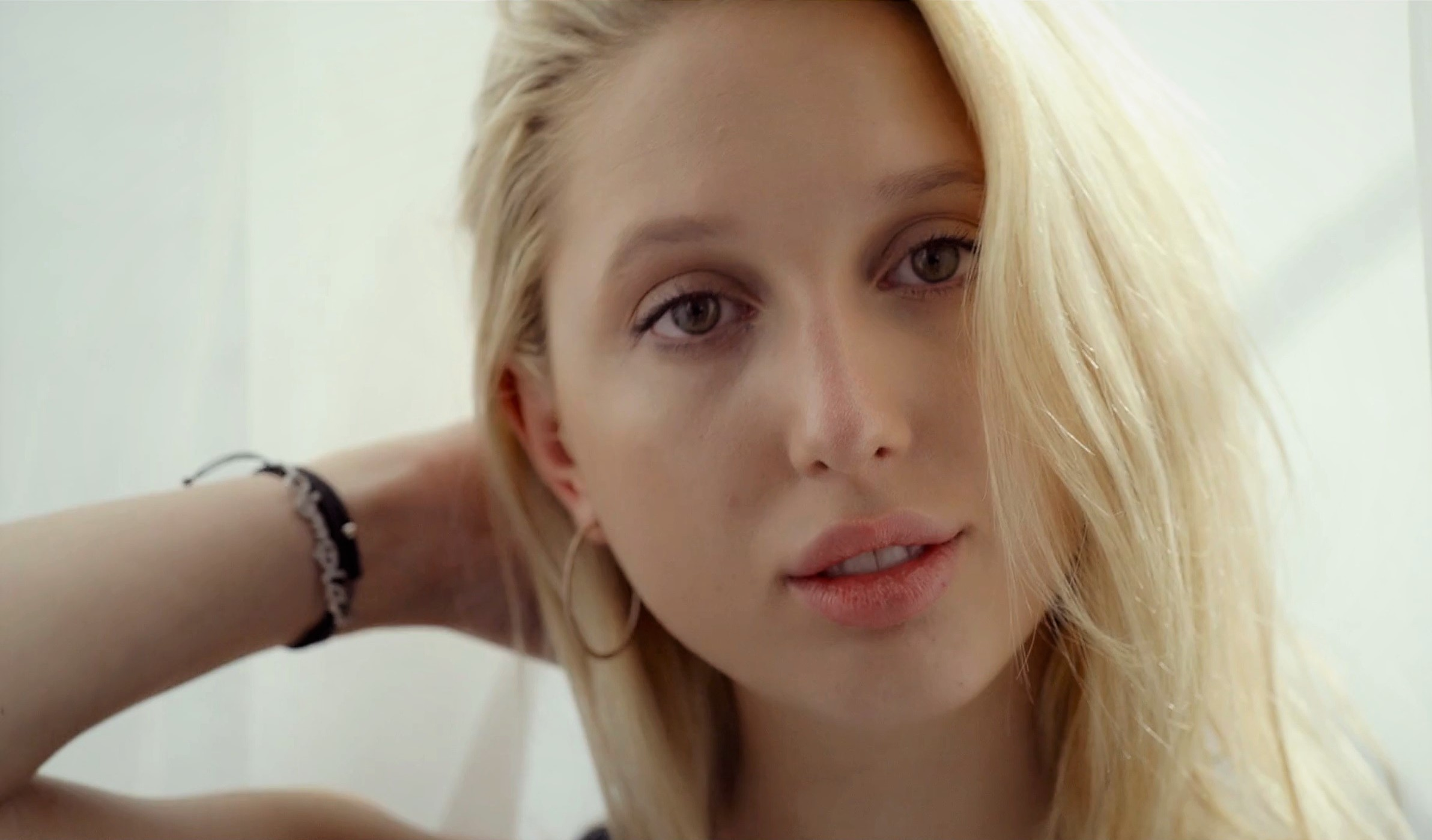
María Olympía de Grèce
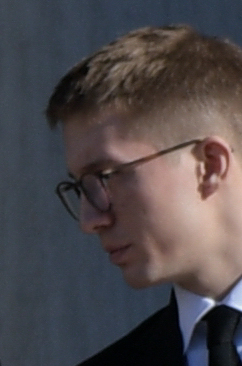
Constantin Alexios de Grèce
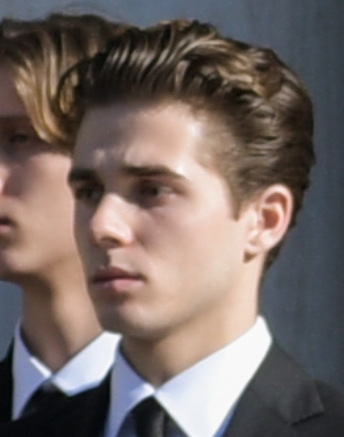
Achíleas-Andréas de Grèce
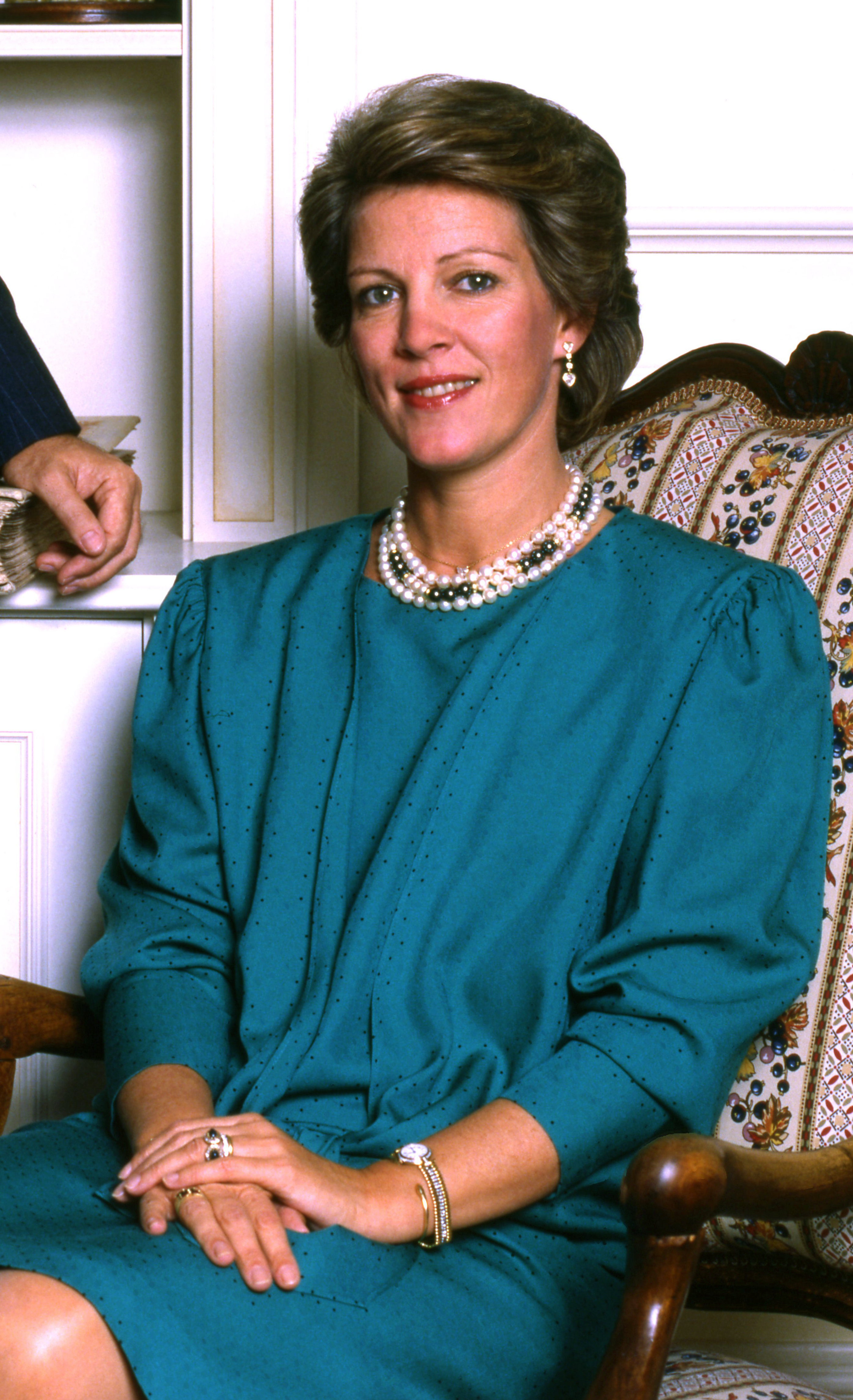
Anne-Marie de Danemark

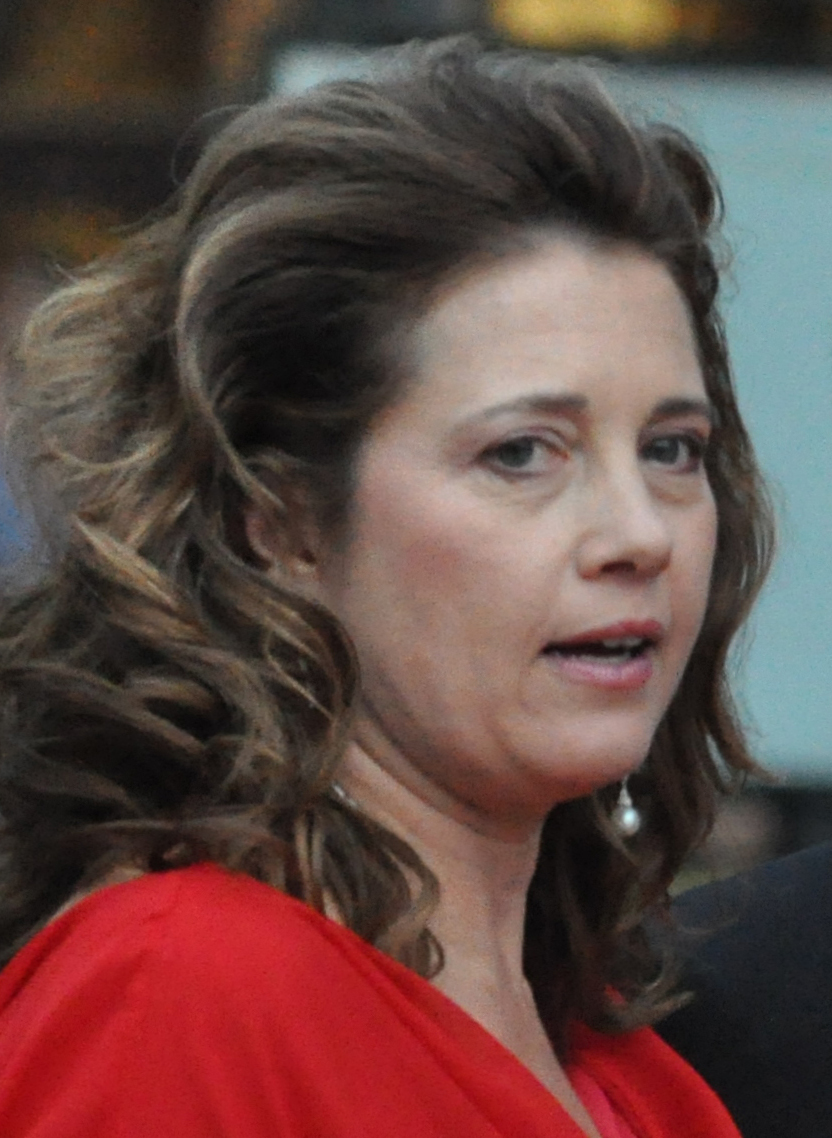
Alexia de Grèce
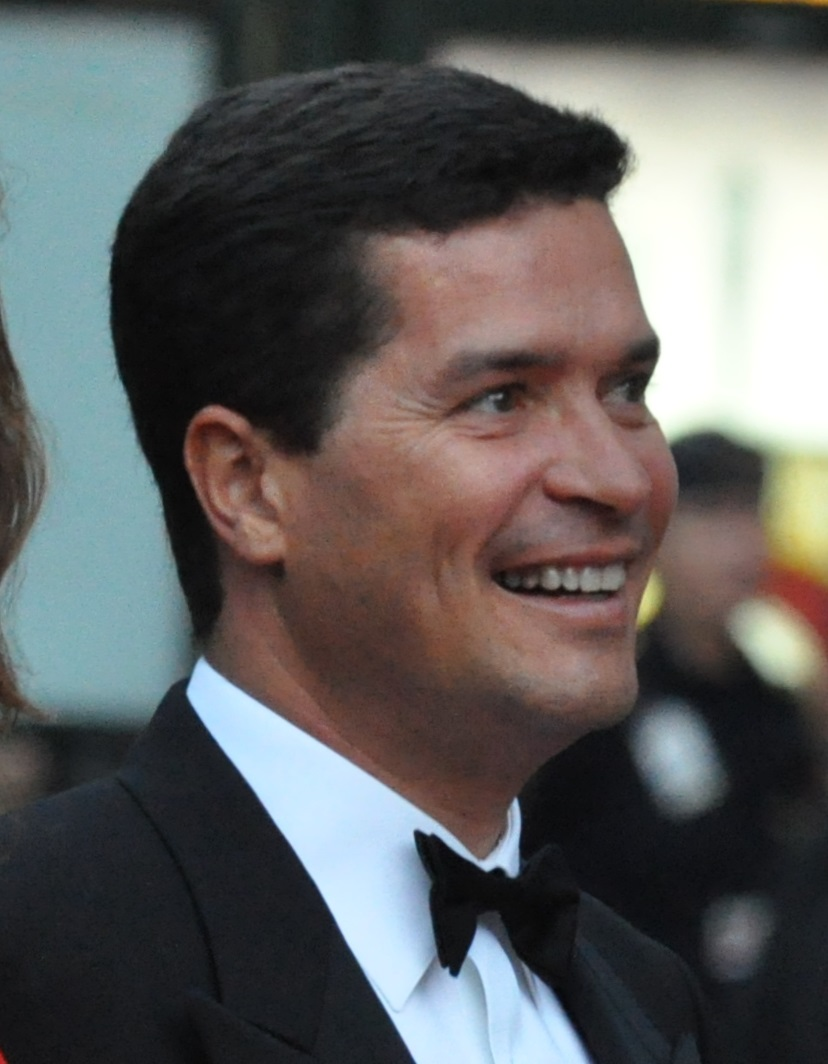
Carlos Morales Quintana
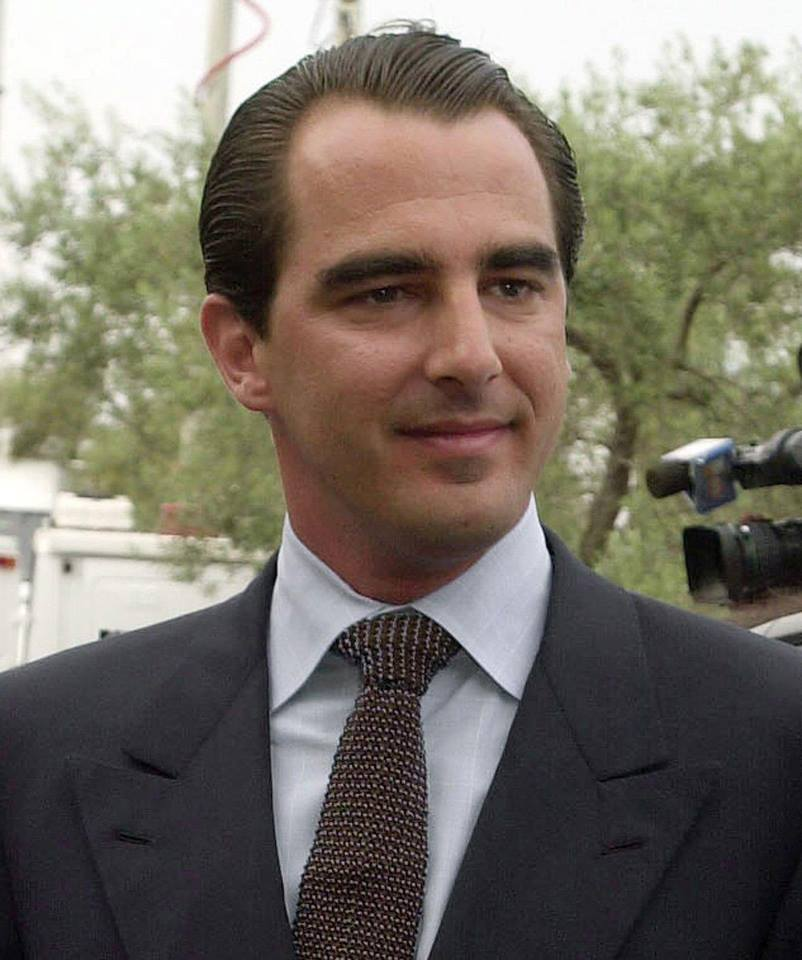
Nikólaos de Grèce
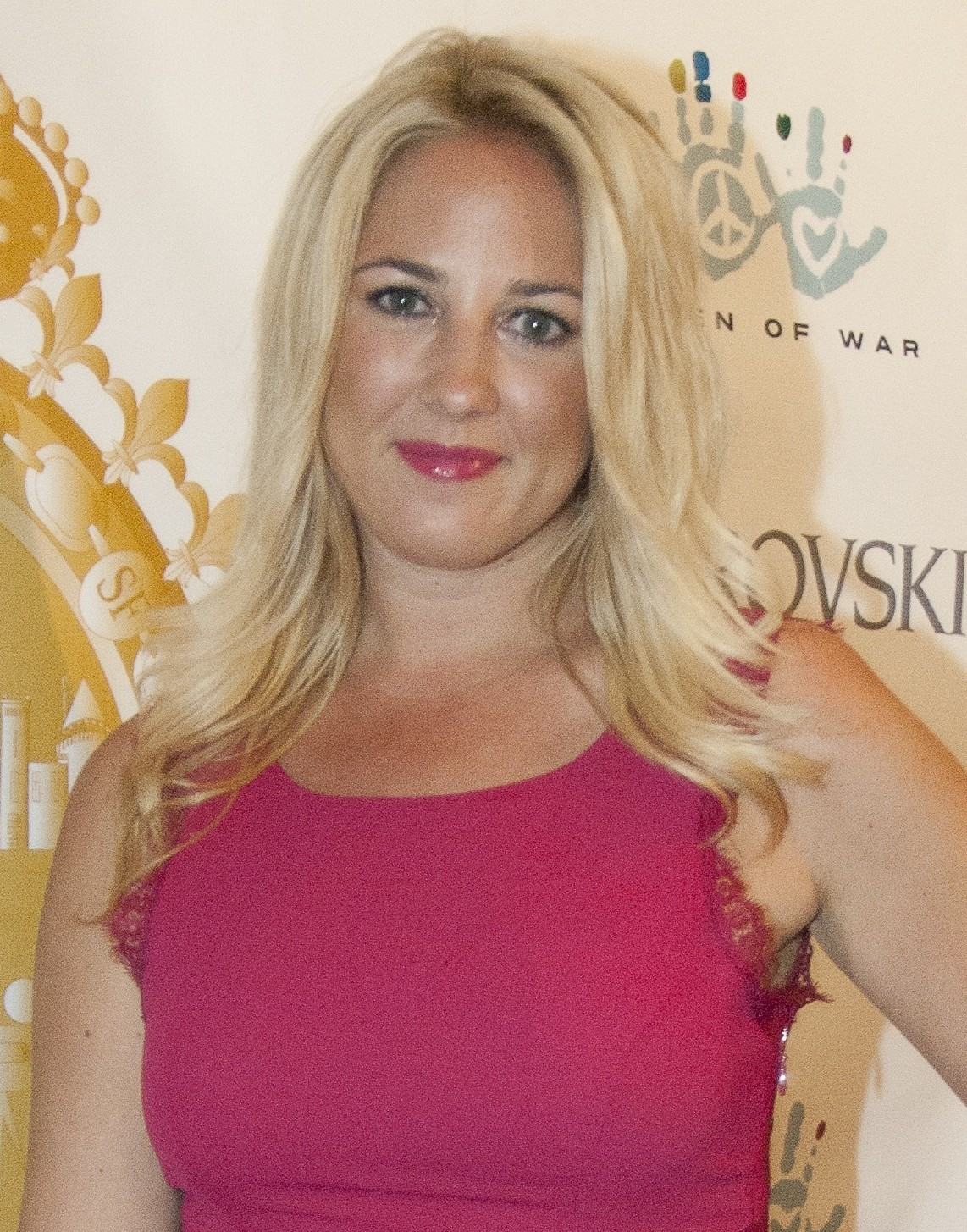
Théodora de Grèce
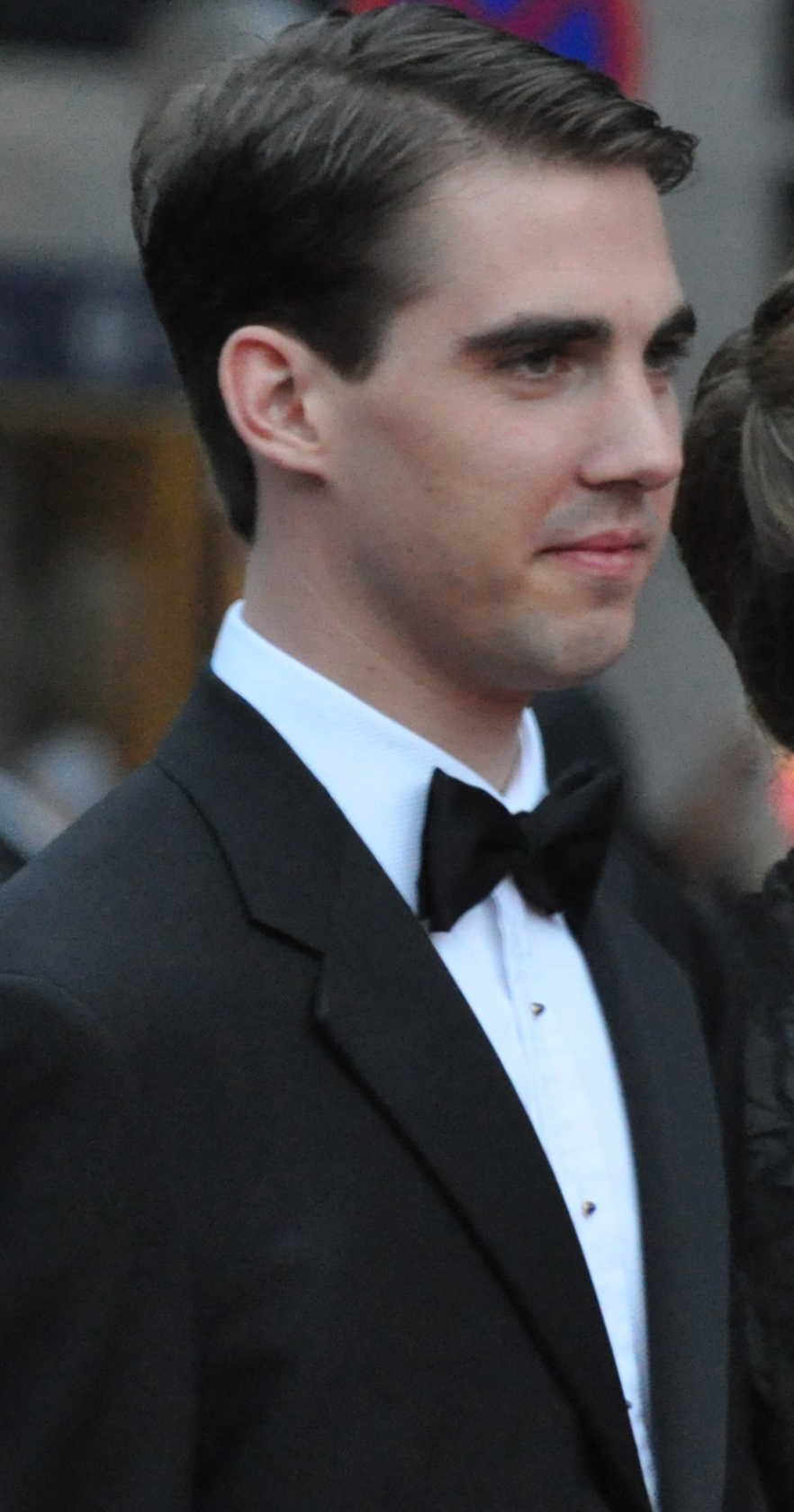
Phílippos de Grèce
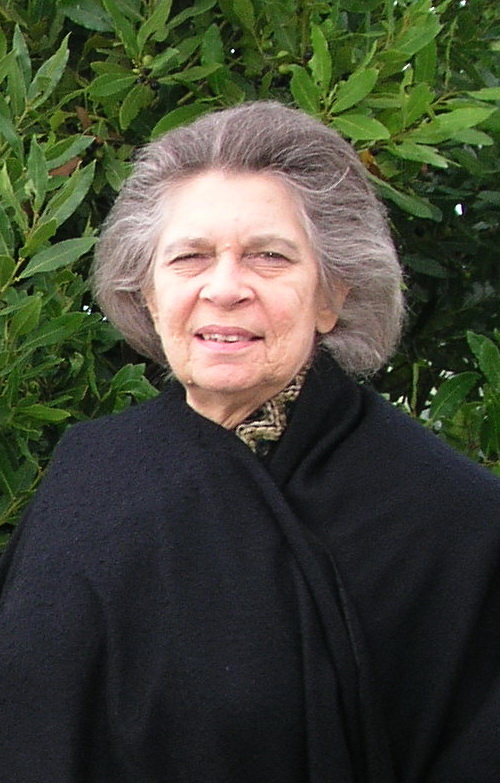
Irène de Grèce

Ne sont plus membres de la famille de Grèce
- La reine Sophie d'Espagne (depuis 1962)
- Tatiana Blatnik, ex-épouse du prince Nikólaos de Grèce (depuis 2024)

N'ont jamais été officiellement intégrées à la famille de Grèce
- Marína Karélla, épouse du prince Michel de Grèce
  - Alexandra de Grèce, épouse de Nicolas Mirzayantz
  - Olga de Grèce, épouse du prince Aymon de Savoie-Aoste

## Armoiries de la famille de Grèce

Les armoiries de la famille royale.

Les armes de la famille royale de Grèce sont très similaires à celle de la famille royale de Danemark, à laquelle elle appartient. La caractéristique principale de ces armes est un blason constitué d'une croix blanche sur fond bleu (couleurs nationales de la Grèce depuis le règne d'Othon Ier). Au centre de la croix, on trouve un autre écu aux armes dynastiques de la maison de Schleswig-Holstein-Sonderbourg-Glücksbourg.
Les armes de la famille sont timbrées d'une couronne et maintenues par deux figures masculines qui représentent le dieu Héraclès. Le cordon et la médaille de l'Ordre du Sauveur pendent des armoiries. Enfin, un parchemin déroulé en dessous du blason indique la devise de la famille royale hellénique : « Ισχύς μου η Αγάπη του Λαού » (Iskhís mu i agápi tou laoú, « Ma force est l'amour de mon peuple »).

## Dans la culture populaire
Le deuxième épisode de la série documentaire A Royal family (en danois : En kongelig Familie), réalisée par Anna Lerche et Marcus Mandal en 2003, est consacré à la famille royale de Grèce.